# Nianpan (sockenhuvudort i Kina, Sichuan Sheng, lat 32,37, long 106,85)
Nianpan (kinesiska: 碾盘) är en sockenhuvudort i Kina. Den ligger i provinsen Sichuan, i den sydvästra delen av landet, omkring 320 kilometer nordost om provinshuvudstaden Chengdu. Antalet invånare är 7 449. Befolkningen består av 3 801 kvinnor och 3 648 män. Barn under 15 år utgör 21,0 %, vuxna 15-64 år 60 %, och äldre över 65 år 17,0 %.
Runt Nianpan är det ganska tätbefolkat, med 172 invånare per kvadratkilometer. Närmaste större samhälle är Dongyu, 6,5 km söder om Nianpan. I omgivningarna runt Nianpan växer i huvudsak blandskog.
Genomsnittlig årsnederbörd är 1 375 millimeter. Den regnigaste månaden är juli, med i genomsnitt 309 mm nederbörd, och den torraste är december, med 3 mm nederbörd.